# Cerkiew Narodzenia Matki Boskiej w Bystrem
Cerkiew Narodzenia Matki Boskiej w Bystrem – nieistniejąca greckokatolicka drewniana cerkiew, wzniesiona w roku 1821 we wsi Bystre. Była świątynią filialną należącą do parafii w Baligrodzie. Spłonęła w trakcie I wojny światowej, w roku 1914 lub 1915. Po wojnie nie została już odbudowana.

## Cmentarz cerkiewny
Obecnie na miejscu dawnej cerkwi zachował się jeszcze stary cmentarz cerkiewny z sześcioma nagrobkami. W roku 1992 teren cmentarza został uporządkowany i ogrodzony, a w roku 1994, w ramach obozu organizowanego przez Społeczną Komisję Opieki nad Zabytkami Sztuki Cerkiewnej przy Towarzystwie Opieki nad Zabytkami, przeprowadzono renowację nagrobków.